# منظمات دولية علمية
منظمات دولية علمية ؛ صفحة نذكر فيها بعض المنظمات التي لها نشاط دولي في المعايير العلمية أو الأبحاث العلمية.

## علوم صحية
- منظمة الصحة العالمية WHO
- الاتحاد العالمي للصحة النفسية WFMH
- منظمة مكافحة العمى
- أطباء بلا حدود
- المعهد الدولي لعلوم الحياة  (بالإنجليزية: International Life Sciences Institute)‏
- جمعية الصليب والهلال الأحمر ICRC

## منظمات تتبع الأمم المتحدة
- منظمة الأمم المتحدة للتربية والعلم والثقافة - اليونسكو
- منظمة الأغذية والزراعة FAO
- برنامج الأمم المتحدة الإنمائي UNDP
- برنامج الأمم المتحدة للبيئة UNEP
- منظمة الأمم المتحدة للتنمية الصناعية UNIDO
- لجنة الأمم المتحدة الاقتصادية والاجتماعية لغرب آسيا -إسكوا
- المنظمة العالمية للأرصاد الجوية

## برمجيات
- مؤسسة البرمجيات المفتوحة OSF
- مؤسسة البرمجيات الحرة FSF
- مؤسسة لينكس
- مجمع يونيكود
- مبادرة المصدر المفتوح OSI
- مؤسسة موزيلا
- منظمة مهندسي بي إتش بي

## معايير
- المنظمة الدولية للمعايير ISO
- المنظمة العالمية للملكية الفكرية WIPO
- الشفافية الدولية TI
- الوكالة الدولية للطاقة المتجددة IRENA
- الوكالة الدولية للطاقة الذرية IAEA
- مجلس معايير المحاسبة الدولية ISAB
- المعايير الدولية لإعداد التقارير المالية IFRS
- مركز بحوث التنمية الدولية IDRC
- الاتحاد الدولي للاتصالات
- الاتحاد الدولي لحفظ الطبيعة
- الاتحاد الدولي لجمعيات ومؤسسات المكتبات IFLA
- المنظمة الأوروبية لسلامة الملاحة الجوية
- المنظمة الهيدروغرافية الدولية IHO
- جمعية الصباغين والملونين
- الاتحاد الأمريكي لكيميائيي النسيج وملونيه